# Funeral siniestro
Funeral siniestro es una película colombiana de 1977 de suspenso y terror, escrita y dirigida por Jairo Pinilla.

## Sinopsis
Isabel es una niña de unos trece años de edad que vive en una hacienda con su tío Humberto y su desalmada madrastra Lucrecia, quien trata de rehacer su vida luego de la muerte de su padre en un extraño accidente hasta que, tras la ida del tío a Bogotá para finiquitar la herencia de su hermano, la niña descubre unas extrañas manchas de sangre cerca de la casa y comienza a tener perturbadoras visiones que involucran a la madrastra.
Sin embargo Isabel no está tan lejos de la realidad ya que, efectivamente, las manchas en cuestión provienen del asesinato de Jaime -el joven peón de la hacienda- por haber descubierto que tanto Lucrecia como su amante, Octavio, asesinaron al patrón y, sospechando de que Isabel también está enterada, la madrastra intentará asesinarla, pero en un extraño giro del destino quien termina falleciendo es Lucrecia y, aunado al hecho de que no hay electricidad en toda la región por el derrumbe de un poste de luz, Octavio decide que el velatorio se haga allí y ordena a Rómulo, el mayordomo de la casa, que se vaya a Bogotá a buscar a Humberto para avisarle del deceso de su cuñada, y a Isabel que se encargue de atender a los asistentes del funeral pero, a medida que avanza la noche, la jovencita terminará pasando la peor noche de su vida...

## Elenco
- Constanza Rincón ... Isabel
- Derly Díaz ... Lucrecia
- Gustavo de la Hoz ... Rómulo
- Antonio Córdova ... Octavio
- Carlos Rodríguez Jr. ... Jaime
- Jairo Pinilla ... Humberto
- Miryam Margarita Fajardo ... Flor
- Luis Gonzalo Peña .. Ramón
- Lorethy López ... Yolanda
- Alfonso Sarmiento
- Carlos Rodríguez
- Jaime Morales
- Germán López
- Jorge Enrique Pinilla
- Gladys López
- Javier Rodríguez
- Eber Rodríguez
- Ema Dueñas
- Orquesta Tupamaros